# Stanisław Matraś

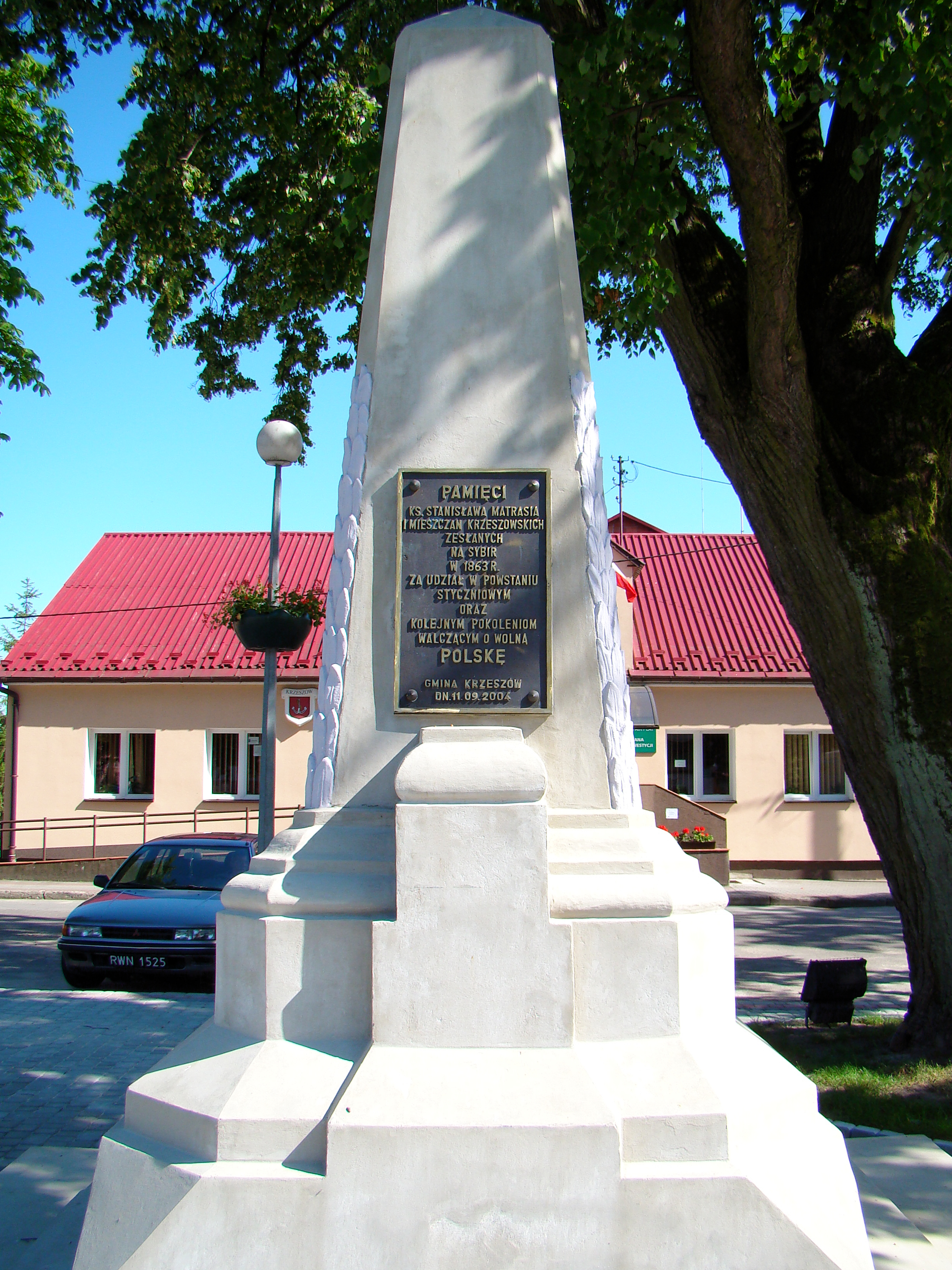
Pomnik ku pamięci Stanisława Matrasia na Rynku w Krzeszowie

Stanisław Leonard Matraś (ur. 6 listopada 1836 r. w Biłgoraju, zm. 11 lutego 1917 w Załoźcach - obecna Ukraina) – ksiądz, konspirator okresu powstania styczniowego, zesłaniec syberyjski.
Stanisław Leonard Matraś pochodził z rodziny sitarzy biłgorajskich. Syn Wincentego i Justyny ze Szczurkowskich. W 1855 roku wstąpił do seminarium, a po jego ukończeniu został wyświęcony na kapłana w 1860 roku. Początkowo był wikariuszem w Krzeszowie nad Sanem. Działał w ruchu konspiracyjnym powstania styczniowego. Na początku Powstania w lutym 1863 roku został zdekonspirowany, jednak udało mu się zbiec i uniknąć aresztowania. Podczas ucieczki został jednak schwytany przez chłopów we wsi Kulno i wydany w ręce Rosjan. 
Skazany na zesłanie na Sybir. Drogę tam przebył na pieszo lub na furmankach. Spędził 13 lat w okolicach Irkucka, następnie po uzyskaniu zezwolenia władz zamieszkał w Rostowie nad Donem. Z uwagi na zaangażowanie w działalność patriotyczną ponownie zesłany. Zwolniony ze względu na stan zdrowia w 1881 roku, powrócił do kraju i osiadł w Załoźcach, pełniąc do śmierci funkcję kapelana przy Zakonie Sióstr Miłosierdzia. Wydał tam pod pseudonimem kilka pamiętników ze swojego zesłania. Pochowany w Załoźcach na cmentarzu parafialnym.
W Krzeszowie przed Urzędem Gminy usytuowany jest pomnik na cześć księdza Stanisława Matrasia i mieszczan krzeszowskich zesłanych na Sybir za zaangażowanie w walkę w Powstaniu Styczniowym.

## Twórczość
Za najważniejsze dzieło Stanisława Matrasia uznaje się Podróż do Syberii po moskiewskich etapach w 1863 i 1864 roku, będące jednym z najobszerniejszych pamiętników okresu zesłań po Powstaniu Styczniowym.

### Ważniejsze utwory
- "Różne przygody Polaków pod zaborem rosyjskim w 1862 i 1863 r." (1894),
- "Podróż do Syberyi po moskiewskich etapach w 1863 i 64 r." (1895),
- "Ze wspomnień Sybiraka" (1896)[4].